# Alonso de Ojeda (Miajadas)
Alonso de Ojeda es una pedanía perteneciente al municipio de Miajadas de la provincia de Cáceres, España.
El pueblo fue fundado en los años 1960 como consecuencia del Plan Badajoz, a través del Instituto Nacional de Colonización. Su actividad principal siempre ha sido la agricultura. Debe su nombre al explorador Alonso de Ojeda.
Sus datos de población han sido los siguientes:
- 2002: 404 habitantes
- 2005: 403 habitantes
- 2008: 393 habitantes
- 2011: 370 habitantes